# U-387
| U-387                                    | U-387 | U-387 |
| ---------------------------------------- | --- | --- |
|                                          | | |
|                                          | | |
| Зображення підводного човна підтипу VIIC | | |
| Під прапором                             | Третій Рейх | Третій Рейх |
| Спуск на воду                            | 1 жовтня 1942 року | 1 жовтня 1942 року |
| Сучасний статус                          | 9 грудня 1944 року затоплений східніше півострова Рибальський у Баренцовому морі глибинними бомбами британського корвета «Бамбург Касл»                   | 9 грудня 1944 року затоплений східніше півострова Рибальський у Баренцовому морі глибинними бомбами британського корвета «Бамбург Касл»                   |
| Проєкт                                   | | |
| Тип ПЧ                                   | Торпедний ДПЧ | Торпедний ДПЧ |
| Головний конструктор                     | Howaldtswerke-Deutsche Werft | Howaldtswerke-Deutsche Werft |
| Основні характеристики                   | | |
| Швидкість (надводна)                     | 17,7 вузла | 17,7 вузла |
| Швидкість (підводна)                     | 7,6 вузла | 7,6 вузла |
| Робоча глибина занурення                 | 100 м | 100 м |
| Гранична глибина занурення               | 230 м | 230 м |
| Автономність плавання                    | 8500 морських миль (15 700 км) на швидкості 10 вузлів (19 км/год) (у надводному положенні) 80 миль (150 км) на швидкості 4 вузли (в підводному положенні) | 8500 морських миль (15 700 км) на швидкості 10 вузлів (19 км/год) (у надводному положенні) 80 миль (150 км) на швидкості 4 вузли (в підводному положенні) |
| Екіпаж                                   | 44—60 осіб | 44—60 осіб |
| Розміри                                  | | |
| Довжина найбільша (по КВЛ)               | 67,1 м | 67,1 м |
| Ширина корпусу найб.                     | 5,5 м | 5,5 м |
| Висота                                   | 9,6 м | 9,6 м |
| Середня осадка (по КВЛ)                  | 4,74 м | 4,74 м |
| Водотоннажність надводна                 | 769 т | 769 т |
| Озброєння                                | | |
| Артилерія                                | 1 × 88-мм палубна гармата SK C/35 | 1 × 88-мм палубна гармата SK C/35 |
| Торпедно- мінне озброєння                | 4 носових і один кормовий 533-мм ТА. 14 торпед або 26 мін TMA                                                                                             | 4 носових і один кормовий 533-мм ТА. 14 торпед або 26 мін TMA                                                                                             |
| ППО                                      | 1 × 20-мм зенітна гармата C/30 | 1 × 20-мм зенітна гармата C/30 |

U-387 — німецький підводний човен типу VII C Крігсмаріне за часів Другої світової війни. Закладений 5 вересня 1941 року на верфі Howaldtswerke-Deutsche Werft у Кілі. Спущений на воду 1 жовтня 1942 року, 24 листопада 1942 року увійшов до складу ВМС нацистської Німеччини. Єдиним командиром човна був капітан-лейтенант Рудольф Бюхлер.
Розпочав службу у складі 5-ї флотилії. З 1 липня 1943 року переведений до складу 7-ї флотилії, а з 1 листопада — у складі 13-ї флотилії.
З 22 червня 1943 до загибелі 9 грудня 1944 року U-387 здійснив десять бойових походів, у яких не потопив жодного судна чи корабля. 24 листопада 1944 року вийшов у свій ювілейний 10-й похід із Нарвіка. 9 грудня 1944 року потоплений східніше півострова Рибальський у Баренцовому морі глибинними бомбами британського корвета «Бамбург Касл». Всі 51 члени екіпажу загинули.